# Yo Gabba Gabba!
Yo Gabba Gabba! è un programma televisivo per bambini ideato negli Stati Uniti nel 2007 e in onda in Italia sul canale Nick Jr. della piattaforma satellitare Sky. È stato creato da Christian Jacobs e Scott Schultz e prodotto da The Magic Store e WildBrain.
Sono state prodotte tre serie. La prima è andata in onda negli USA dal 20 agosto 2007 al 21 settembre 2008. La seconda serie è iniziata il 22 settembre 2008 al 1º febbraio 2010. La terza, invece, dall'8 marzo 2010 al 12 novembre 2015.
Sono tante le guest star che hanno preso parte alla serie TV animata. Quelle più conosciute sono Elijah Wood, Nikki Flores, Sean Kingston, Solange Knowles, Tony Hawk, Jack Black, Héctor Jiménez, recitando in piccoli sketch. Anche il gruppo punk dei My Chemical Romance ha preso parte allo show all'inizio del dicembre 2011 interpretando la canzone Every Snowflake Is Different (Just Like You).